# المنزلة (القليوبية)
المنزلة إحدى قرى مركز طوخ التابع لمحافظة القليوبية بجمهورية مصر العربية، ومن أعلامها الصحفي محمود معروف.

## السكان
بلغ عدد سكان المنزلة 7,630 نسمة، حسب الإحصاء الرسمي لعام 2006.